# Hermann Zahn
Hermann Zahn (* 8. März 1912 in Sulzbach am Main; † 15. Juni 1984 in Sulzbach am Main) war ein deutscher Unternehmer.

## Leben
Zahn erlernte nach dem Besuch der Volksschule den Beruf des Feinmechanikers und machte sich selbständig. Vor dem Zweiten Weltkrieg begann er in der IBELO-Pfeifenfabrik in Frankfurt zu arbeiten. Deren Gründern rettete er das Leben, in dem er sie in ein Flugzeug nach England setzte, um sie vor den Nationalsozialisten zu schützen, da diese Juden waren.
Zahn war Vorsitzender des Fachverbandes der Feuerzeugindustrie und für diesen im Aufsichtsrat der Frankfurter Messe GmbH. Für seine wirtschaftlichen und gesellschaftlichen Leistungen wurde er 1972 mit dem Bundesverdienstkreuz ausgezeichnet.

## Unternehmen
Nach dem Krieg baute Zahn IBELO wieder auf. Durch sein kaufmännisches und technisches Wissen wurde sie zum größten Feuerzeugproduzenten in ganz Europa und beschäftigte fast 450 Mitarbeiter.
Durch billigere Feuerzeuge aus Japan ging die Firma 1986 in Insolvenz und wurde verkauft. Der neue Besitzer fuhr die Produktion nach und nach zurück, bis er schließlich im Jahr 2000 die restlichen Mitarbeiter entließ, weil die externe Vertriebsgesellschaft ebenfalls insolvent wurde. Heute werden über eine norddeutsche Firma noch die Restbestände weltweit verkauft.

## Familie
Hermann Zahn war bis zu seinem Tod mit seiner Frau Melanie verheiratet. Die Ehe brachte die Söhne Walter und Werner hervor. Werner Zahn wurde bekannt, als er 1964 die Eiskunstläuferin Marika Kilius heiratete. Diese Ehe von Werner Zahn wurde nach einigen Jahren geschieden.
| Personendaten    | Personendaten         |
| ---------------- | --------------------- |
| NAME             | Zahn, Hermann         |
| KURZBESCHREIBUNG | deutscher Unternehmer |
| GEBURTSDATUM     | 8. März 1912          |
| GEBURTSORT       | Sulzbach am Main      |
| STERBEDATUM      | 15. Juni 1984         |
| STERBEORT        | Sulzbach am Main      |